# Xylinophylla rajaca
Xylinophylla rajaca är en fjärilsart som beskrevs av Moore. Xylinophylla rajaca ingår i släktet Xylinophylla och familjen mätare. Inga underarter finns listade i Catalogue of Life.